# Лауденберг, Адольф
Адольф Теодор Лаунденберг (англ. Adolph Theodore Laudenberg;  13 июня 1926 – 26 июня 2015), известный как Санта-душитель, —  американский серийный убийца, убивший трёх женщин в районе Сан-Педро в Лос-Анджелесе и одну в Сан-Франциско в 1970-х годах, и подозреваемый в  двух подобных преступлениях.  Несмотря на то, что он признался в убийствах двум невесткам с разницей в десятилетия, он был арестован только в 2002 году после того, как доказательства ДНК связали его с преступлениями.  Он был признан виновным в одном убийстве и приговорён к пожизненному заключению без возможности условно-досрочного освобождения..
Умер в заключении летом 2015 года.

## Список жертв
- Лоис Петри (43 года) —  алкоголичка, чей муж недавно умер от рака. Последний раз Петри видели в баре Сан-Педро на Рождество 1972 года. На следующий день её нашли задушенной в спальне своей квартиры, частично обнажённой и с признаками сексуального насилия[6]
- Кэтрин Медина (50) — 18 августа 1974 года Медина была обнаружена в местном баре Сан-Педро её мужем, который выгнал женщину после ссоры. Когда пара шла домой, пьяная Кэтрин убежала и прыгнула в фургон неизвестного мужчины, который умчался. Её нашли только на следующий день, когда её обнажённое тело обнаружили возле кустов в парке отдыха Харбор-Лейк[6].
- Анна Фелч (54 года) —  примерно через месяц после убийства  Медины, 4 сентября, убийца нанёс новый удар. Фелч, которая работала в киоске с хот-догами на пляже Кабрильо, исчезла после выхода из бара Сан-Педро глубокой ночью в нетрезвом виде. Несколько часов спустя строитель нашёл её тело в нескольких кварталах от дома. Фелч подверглась сексуальному насилию, после чего была задушена.
- Лия Гриффин (60 лет) —  юридический секретарь и алкоголичка, у которой недавно был диагностирован рак груди. Гриффин была связана, изнасилована и задушена в жилом отеле в Сан-Франциско в апреле 1975 года[2].

### Предполагаемые жертвы
- Ирен Хинд (55) —  владелица бара в Сан-Франциско на Ларкин-стрит, названного «Клуб Ирен Домар». Щедрая женщина, которая помогала людям, которые часто посещали её дом, была найдена изнасилованной и задушенной 12 марта 1974 года[2].
- Мод Берджесс (83 года) —  пенсионерка, которая помогала в управлении её многоквартирным домом в Сан-Франциско. Пожилая Бёрджесс была найдена изнасилованной и задушенной в своей квартире в ноябре 1974 года. На месте происшествия был обнаружен частичный отпечаток пальца, но оказалось, что он не принадлежит Лауденбергу[2].